# Hilda olivacea
Hilda olivacea är en insektsart som beskrevs av Victor Lallemand 1929. Hilda olivacea ingår i släktet Hilda och familjen Tettigometridae. Inga underarter finns listade i Catalogue of Life.